# Grammostola burzaquensis
Grammostola burzaquensis là một loài nhện trong họ Theraphosidae.
Loài này thuộc chi Grammostola. Grammostola burzaquensis được miêu tả năm 1946 bởi Ibarra.